# David Wheaton
David Wheaton (Minneapolis, 2 de junho de 1969) é um radialista, escritor, colunista e ex-tenista profissional estadunidense.